# Sekt
 Denne artikel omhandler et emne inden for religion. Opslagsordet har også en anden betydning, se sekt (vin).
En sekt er en gruppe, der skiller sig ud markant – og ofte skismatisk – fra en større gruppe og kultur, ikke mindst i forhold til religiøs opfattelse og praksis. En sekt kan have et indbygget system af isolationisme, og det viser sig på forskellige måder. Typisk at børn ikke tillades ved almindelige højtider og/eller at undgå kontakter uden for sekten. Der skabes en "os" og "dem"-tankemåde, der forstærker følelsen af at være speciel for at fastholde medlemmerne.

## Problemer med at definere begrebet sekt
Traditionelt var en sekt et religiøst samfund, der skilte sig ud fra majoritets-religionen, dvs. i Vesten fra statskirken. I praksis var alt andet end den autoriserede kirke altså en sekt.
Religionssociologien fra sociologer som Max Weber over Ernest Troeltsch til Roy Wallis samt Rodney Stark og William Bainbridge har gjort det mere kompliceret. Man er endt med fire idealtyper af en religiøs gruppe:
- ecclesia eller kirke, dvs. en statskirke, der er stærkt integreret i et samfunds majoritetskultur. I dansk sammenhæg er Folkekirken en ecclesia.
- denomination, dvs. en undergruppe inden for en ecclesias religion, og som er temmelig anerkendt af majoritetskulturen. I dansk sammenhæng er baptister og adventister typiske denominationer.
- sekt, dvs. en gruppe, der er brudt ud af en denomination (eller evt. en ecclesia) i protest mod dennes slaphed. En sekt ønsker at vende tilbage til den sandhed, som sekten mener, at den denomination, som den har forladt, har svigtet. En sekt er ofte autoritært ledet, er fundamentalistisk og mener, at kun sektens egne medlemmer bliver frelst.
- kult, dvs. en religiøs gruppe, der samles omkring en karismatisk leder (eller institution) omkring en ny religiøs idé eller praksis på en ofte mindre autoritær og dogmatisk måde end sekten gør. Et typisk dansk eksempel er Transcendental meditation og andre guru-grupper.

Der er flere problemer med den sondring, som især Stark og Bainbridge har forfinet. Dels vil betegnelserne næppe overskride akademisk brug, eftersom flertallet ikke er bekendt med den nærmere betydning af især "kult" og "denomination". I praksis sondres der – fx fra journalistisk hold – kun mellem statsreligion og sekt. Dels er de få velkendte udtryk stærkt emotionelt ladede – ikke mindst betegnelsen 'sekt', som af mange opfattes som nedsættende. Endelig forklarer skemaet ikke, hvordan en gruppe som fx Scientology kan gå fra at være en traditionel mental kult i 1950'erne til i løbet af få år at blive en autoritært ledet sekt – uden at være brudt ud af en moderkirke.

## Sekteriske grupper
Eftersom ordet 'sekt' har en negativ og diffus betydning, giver det efter nogles mening, fx Dialogcentrets, ikke mening at bruge 'sekt' om en sociologisk gruppe. Dialogcentret vil derfor bruge neutrale ord som "ny religiøs bevægelse" om de sociologiske grupperinger, mens det vil bruge det nedsættende "sekterisk" til at betegne en adfærd, som i vekslende grader kan forekomme hos nye religiøse bevægelser. Og i statskirker og grupper af enhver art.
Sekterisme er noget, der er præget af disse fænomener:
- Fanatisme, hvor hensigten helliger midlet, og der er ekstrem kontrol og undertrykkelse af kritisk tankegang.
- Elitisme og selektiv etik, idet gruppen ser sig selv som en åndelig elite med patent på sandheden. Mennesker behandles efter forskellige moralske regler alt efter, om de er uden for gruppen, inde i gruppen eller en del af gruppens ledelse. Hermed opstår en "os" og "dem" tænkning.
- Nysprog, idet gruppen udvikler sit eget interne sprog med klicheer, der blokerer for kritisk tankegang.
- Stærk magt-afmagt-opdeling, hvor gruppens ledelse har enorm magt, mens menige medlemmer holdes hen i frygt og afhængighed af ledelsens gunst. Går man imod lederen, er sanktionen hård. Samtidig isoleres medlemmerne fra samfundet (afstandtagen fra familie, fra TV, radio og bøger osv.) for på den måde at gøre dem endnu mere afhængig af lederen og gruppen.
- Manipulerende rekruttering, hvor nye indsluses trin for trin, så de i begyndelsen ikke kender gruppens fulde dagsorden eller lære. Mange møder fx første gang Scientology under det uskyldige navn "Gratis stress-test".
- Indoktrinerende adfærdsregulering, som gennem et system af straf og belønning lærer medlemmerne at tænke og handle på den måde, gruppens ledelse finder nyttig.

## Kritik af sekterisme
Der har fra forskelligt hold været rejst kritik af sekter og sekterisme, bl.a. den såkaldte Anti Cult-Movement såsom det amerikanske American Family Foundation, AFF. Kritikken har her gået på den brug af "hjernevask" og manipulation, som sekteriske grupper skulle bruge til at indfange og nærmest bortføre intetanende unge mennesker med. Kritikken har typisk været sekulær og religionsskeptisk, og er ofte rejst af pårørende til medlemmer af de kritiserede grupper. Andre kritikere tilhører The Christian Counter-Cult-Movement og går snarere på en religiøs-kristen kritik af sekternes religion. I Danmark har især kristne organisationer som IKON og i højere grad Dialogcentret stået som kritikere af sekterisme, delvis med træk af Christian Counter-Cult, men – hævder de selv – primært for at hjælpe mennesker til at træffe frie og myndige valg uanset om de vil være med i den sekteriske gruppe eller ej. Så Dialogcentret ønsker fx ikke at forbyde nye sekteriske bevægelser, men ønsker at føre religionskritisk dialog med dem og hjælpe mennesker, som er kommet til skade på de sekteriske grupper.